# Иванов, Николай Константинович (Герой Советского Союза)
Иванов Николай Константинович (1922—1944) — советский танкист, участник Великой Отечественной войны, Герой Советского Союза (1944).

## Биография
Родился в 1922 году в деревне Астафьевская ныне Галичского района Костромской области. Русский. Окончил 6 классов. Работал комбайнёром. Член ВЛКСМ.
В 1942 году призван в ряды Красной Армии. В боях Великой Отечественной войны с 1942 года. Воевал на Воронежском и 1-м Украинском фронтах.
Утром 1 января 1944 года западнее Житомира танкисты 14-й гвардейской танковой бригады 4-го гвардейского Кантемировского танкового корпуса перерезали на путях отхода противника шоссейные и железные дороги и уничтожали колонны.
Находясь в разведке, механик-водитель танка Т-34 гвардии старший сержант Н. К. Иванов вырвался вперёд, на большой скорости устремился к селу Высокая Печь и оказался в расположении противника. Появление советского танка было неожиданным, и ему не успели оказать сопротивление. Н. К. Иванов направил свою боевую машину по улицам, уничтожая подводы, автомашины и пушки. Под гусеницы танка попало около 80 повозок с военными грузами. Экипаж расстреливал из пушки и пулемётов солдат и офицеров противника.
Бросив в селе 4 исправных танка и до двухсот автомашин с военными грузами и продовольствием, немецкие части бежали. Возникла паника, в результате которой ни танки, ни пушки, стоявшие в селе, не сделали ни одного выстрела, чтобы предупредить свои войска о появлении советских танков в их расположении. Артиллерия противника открыла огонь по советскому танку уже тогда, когда он был за селом. Одним снарядом пробило броню, осколком тяжело ранило Н. К. Иванова в руку, но он продолжал вести свой танк. Второй снаряд пробил борт тридцатьчетвёрки и ранил водителя в левую ногу. Собрав последние силы, Н. К. Иванов поднял передний люк и попытался выползти из танка, но был ранен в третий раз — уже смертельно. Похоронен в селе Высокая Печь Житомирского района.
Указом Президиума Верховного Совета СССР от 25 августа 1944 года «за героизм и мужество, проявленные в боях при освобождении Житомирщины» гвардии старшему сержанту Николаю Константиновичу Иванову посмертно присвоено звание Героя Советского Союза.
Награждён орденом Ленина, орденом Отечественной войны 1-й степени.